# موموكو تاكاهاشي
موموكو تاكاهاشي (باليابانية: 高橋萌木子؛ بالكانا: たかはし ももこ) هي منافسة ألعاب القوى يابانية، ولدت في 16 نوفمبر 1988 في سايتاما في اليابان.

## وصلات خارجية
- موموكو تاكاهاشي على موقع الاتحاد الدولي لألعاب القوى (الإنجليزية)
- موموكو تاكاهاشي على موقع اللجنة الأولمبية الدولية (الإنجليزية)